# Guillermo I de Brunswick-Luneburgo

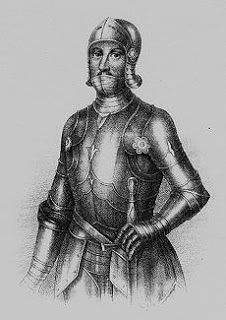
Wilhelm der Siegreiche

Guillermo (ca. 1392 - 1482), llamado el Victorioso, fue duque de Brunswick-Luneburgo. También es conocido como Guillermo III o Guillermo IV. Era miembro de la Orden de la Jarretera.
Era el mayor de los hijos de Enrique I de Brunswick-Lüneburg. Heredó Luneburgo-Celle en 1416 y cambió con su tío Bernardo I de Brunswick-Luneburgo el Principado de Wolfenbüttel en 1428. Durante una campaña en 1432, Guillermo fue depuesto por su hermano Enrique el Pacífico. Guillermo conservó sólo la parte occidental de Wolfenbüttel (al oeste del río Leine y separada del resto por el Obispado de Hildesheim), que iba a ser conocido como el Principado de Calenberg. Después que Enrique muriera sin hijos en 1473, Guillermo volvió a gobernar en las dos partes de Wolfenbüttel.

## Familia
Guillermo se casó en Berlín, entre el 30 de mayo y el 6 de junio de 1423, con Cecilia de Brandeburgo (ca. 1405 - 4 de enero de 1449), hija de Federico I de Brandeburgo. Tuvieron dos hijos:
- Federico III de Brunswick-Gotinga-Calenberg (ca. 1424-1495)
- Guillermo IV de Brunswick-Luneburgo (ca. 1425-1503)

En 1466, Guillermo se casó en segundas nupcias con Matilde, hija de Otón II de Holstein-Schauenburg-Pinneburg, que murió en Neustadt am Rübenberge el 22 de julio de 1468, dos días después de dar a luz a un hijo que murió siendo un niño, Otón (nacido en Neustadt am Rübenberge el 20 de julio de 1468 y muerto en 1471).